# 露払い
露払い（つゆはらい）または露払とは、貴人や神霊などといった高貴な者を先導すること、またはその先導する人のことである。転じて、何事かを最初に行う行為のことも指す。

## 概要
元来、露払いは人の役割を指し、夜間や朝、長く伸びた草木が繁る草原や原野を集団で行く時、一列を成して徒歩や小走りで進行を先導したりまたは先頭を行く者のことである。先頭に立つ者は草や木を足や手で払いかき分け進み、草木に残る結露した露や雨水を払い落とすが、一般に身分の低い者の役割とされる。後続の者ほど濡れる割合は少ない。

## 現代における露払いの例

### 祭礼の露払い
祭礼では、御神輿の前を太鼓台や獅子舞といったもので先導することがある。このことを露払いと呼ばれることが多い。
また、獅子舞自体の露払いとして、「棒使い」「棒の手」などと呼ばれる棒術の演武が奉納されることもある。

### 鉄道の露払い

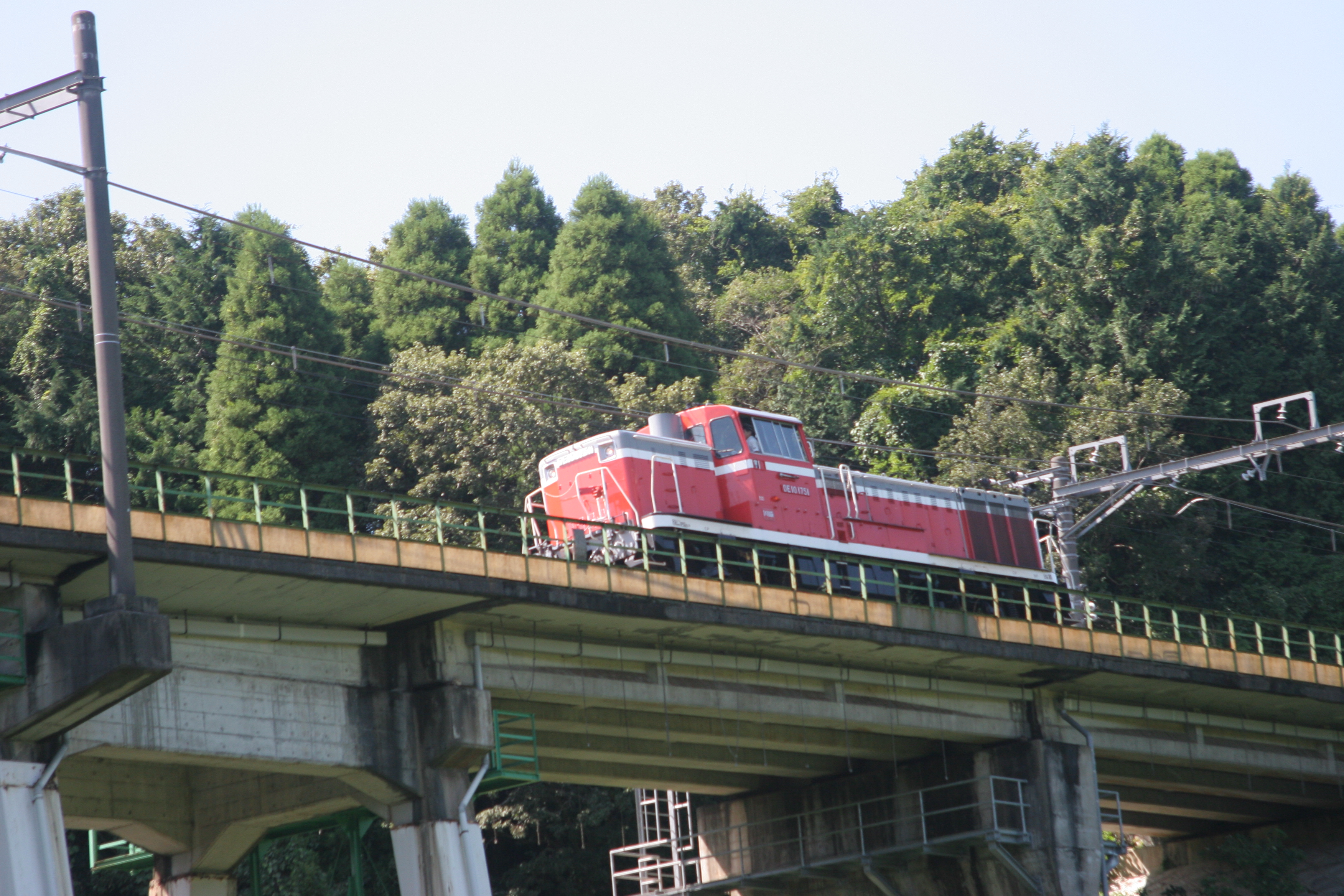
露払い列車として走るDE10

お召し列車が走行する前に、線路等に異常がないか点検する為に先に走行する列車を通称露払い列車と呼ぶ。

### 横綱土俵入りの露払い
大相撲の横綱土俵入りにおける露払いは、横綱に従う形で、太刀を持つ太刀持ちと共に、手には何も持たずに土俵に上がる。